# Oxypoda congesta
Oxypoda congesta är en skalbaggsart som beskrevs av Thomas Casey 1911. Oxypoda congesta ingår i släktet Oxypoda och familjen kortvingar. Inga underarter finns listade i Catalogue of Life.